# Yokosuka R2Y1 Keiun
Yokosuka R2Y1 Keiun (japanska: 景雲, "fjädermoln") var ett japanskt projekterat spaningsflygplan med centralt monterad kolvmotor under slutet av andra världskriget. En prototyp byggdes men förstördes i en amerikansk bombräd. Projektet vidareutvecklades till ett tungt luftförsvarsjaktflygplan med jetmotor och tung nosbeväpning, kallat R2Y2 Keiun Kai, vilken aldrig hann byggas färdigt innan krigsslutet.

## Varianter
- R2Y1 Keiun – spaningsflygplan med kolvmotordriven propeller och centralmonterad motor
- R2Y2 Keiun Kai – tungt luftförsvarsjaktflygplan med två Mitsubishi Ne-330 axialkompressormotorer, en under var vinge, samt 4 × 30 mm Typ 5 automatkanoner i nosen